# アサヒバイオサイクル
アサヒバイオサイクル株式会社（ASAHI BIOCYCLE CO., LTD.）は、日本の飼料メーカー。

## 概要
カルピスは、1987年に飼料事業へ進出。以降も飼料の製造・販売を手掛けてきた。2016年1月に実施されたアサヒグループの事業再編により、カルピスが手掛けていた飼料事業は、新たに設立されたアサヒカルピスウェルネス（初代）へ移管されることになった。
アサヒグループホールディングスは、CSV（共有価値の創造）の一環として、2017年3月にビール酵母細胞壁を製造・販売を手掛ける新会社としてアサヒバイオサイクル（初代）を設立し、ビール酵母由来の肥料を製造並びに販売を行ってきた。
2020年4月1日に事業再編が行われ、機能性食品事業をACW株式会社から商号変更されたアサヒカルピスウェルネス株式会社（2代）へ新設分割で移管し、アサヒバイオサイクル株式会社（初代）を吸収合併したと同時に商号をアサヒカルピスウェルネス株式会社（初代）からアサヒバイオサイクル株式会社（2代）へ変更した。以降はアサヒグループにおける肥料事業を担っている。

## 沿革

### 初代・アサヒバイオサイクル
- 2017年
  - 3月 - 設立。
  - 4月 - 営業開始[6]。
- 2020年4月1日 - アサヒカルピスウェルネス株式会社（初代）から商号変更されたアサヒバイオサイクル株式会社（2代）へ吸収合併され解散[7]。

### 2代・アサヒバイオサイクル
- 2015年7月27日 - アサヒカルピスウェルネス株式会社（初代）として設立。
- 2020年4月1日 - 機能性食品事業をACW株式会社から商号変更されたアサヒカルピスウェルネス株式会社（2代）へ新設分割で移管。同時にアサヒバイオサイクル株式会社（初代）を吸収合併した上で商号をアサヒバイオサイクル株式会社（2代）へ変更。

## 事業所
- 本社・恵比寿ラボ - 東京都渋谷区恵比寿南2-4-1
- 群馬工場 - 群馬県館林市大新田町166